# 21街-皇后橋車站
21街-皇后橋車站（英語：21st Street–Queensbridge station）是美國紐約地鐵IND 63街線的一個地鐵站，位於皇后區皇后橋21街及41大道，設有F線（任何時候停站）列車服務。
此站在1989年10月連同63街線一同啟用。自其通車直至2001年，此站都是該線總站，儘管其並非如此。63街線原先規劃作一條皇后區的路線，沿長島鐵路主線的繞道。然而受資金不足影響，路線只能以此為總站，而預留軌道則延至29街。因此，該隧道成為了「無處可去的隧道」。
2001年12月，63街隧道連接線啟用，容許IND皇后林蔭路線的列車使用此線。此站自此成為了通過式車站，服務F線快速列車。

## 歷史

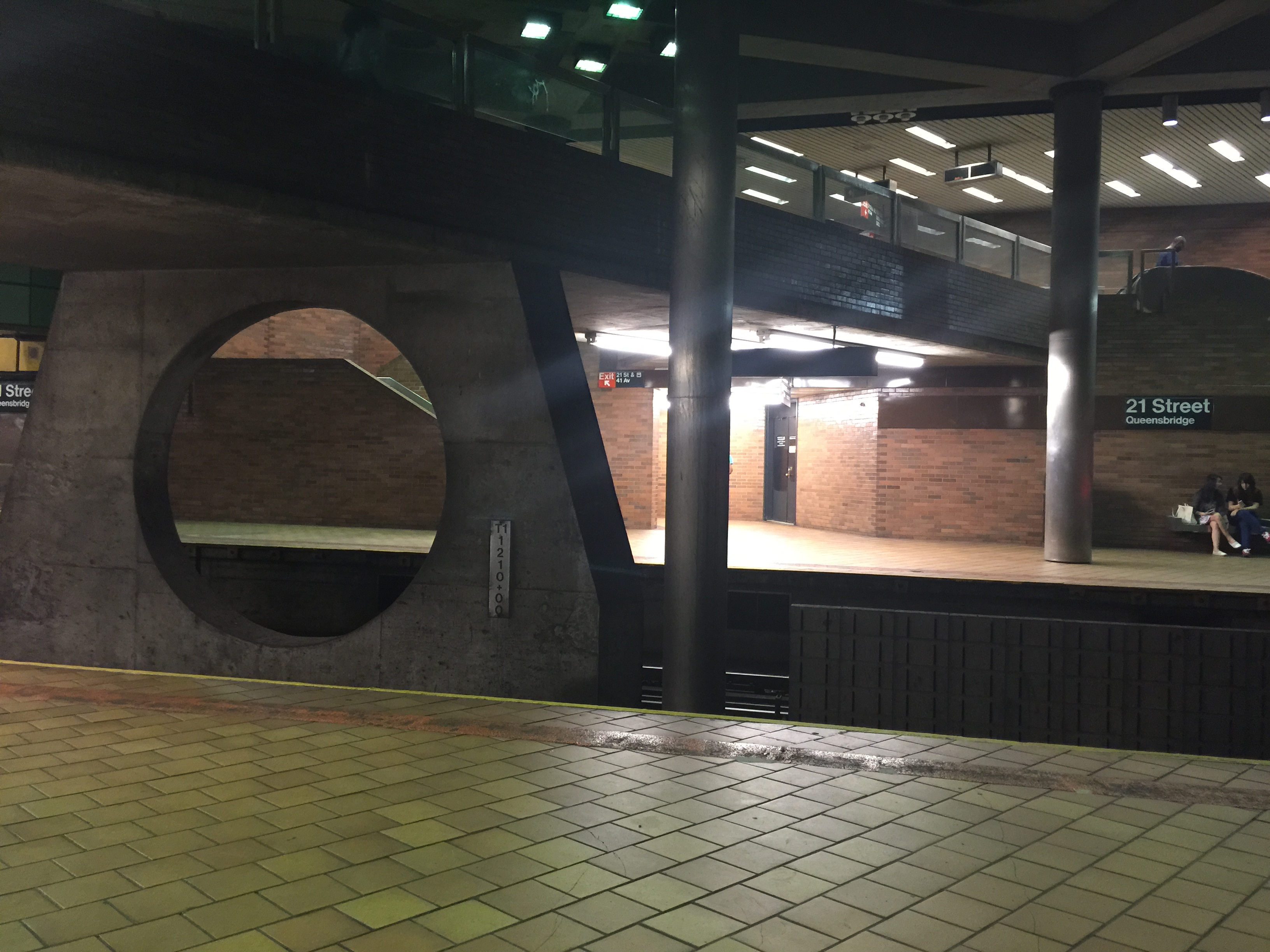
跨線橋和車站建築的外觀

現時的63街線是一批1920和1930年代計劃IND第二系統的最終版本，是IND皇后林蔭路線經北部中城隧道前往第二及第六大道線。現時的計劃在1960年代在MTA行動計劃內規劃 。原初1960年代的計劃內，東面將設有一座位於北方林蔭路的車站（額外或此站的替代），距離皇后林蔭路線皇后廣場以北一個街區。兩站之間將設有行人轉乘通道。
車站位於21街，西面服務皇后橋屋，東面服務商業和工業大廈。車站是在當地居民強烈要求下加入計劃內的。興建期間，橫穿皇后橋心臟地帶的41大道沿線受了相當的大的影響。
此站在1989年10月29日，連同整條IND 63街線開放，成為IND皇后林蔭路線連接段的北端總站。Q線列車在平日服務此站，而B線在週末停站，兩者都使用第六大道線。車站啟用後頭幾個月，前往甘迺迪機場的JFK特快也停靠此站，直至1990年停運為止。該隧道在計劃期間和開放之後被喻為「哪裡都去不了的隧道」，21街車站成為全線唯一位於皇后區的車站。通往皇后林蔭路線的連接線在1994年開工，並在2001年完工啟用，距離63街隧道開工已經接近三十年。

## 車站結構
| G  | 街道層             | 出入口                                                                     |
| B1 | 夾層               | 閘機、車站詢問處、MetroCard自動售票機、跨線橋 升降機位於21街及41大道西北角 |
| B2 | 側式月台，右側開門 | 側式月台，右側開門                                                         |
| B2 | 南行               | 往康尼島-斯提威爾大道（羅斯福島）                                          |
| B2 | 北行               | 往牙買加-179街（傑克遜高地-羅斯福大道）                                    |
| B2 | 側式月台，右側開門 |                                                                            |
| B3 | 1號軌道            | 長島鐵路東城連接線（興建中）                                               |
| B3 | 2號軌道            | 長島鐵路東城連接線（興建中）                                               |

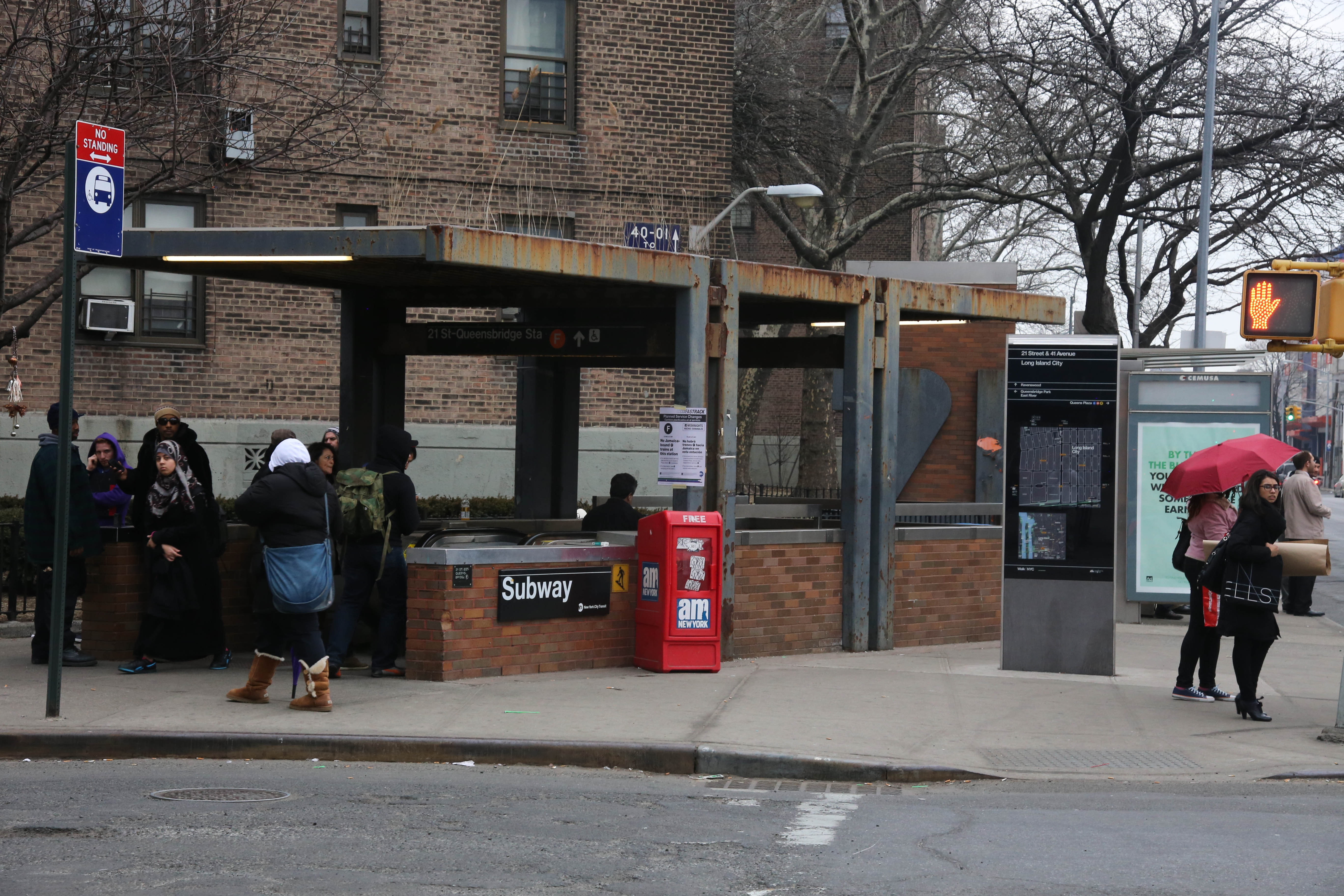
扶手電梯入口

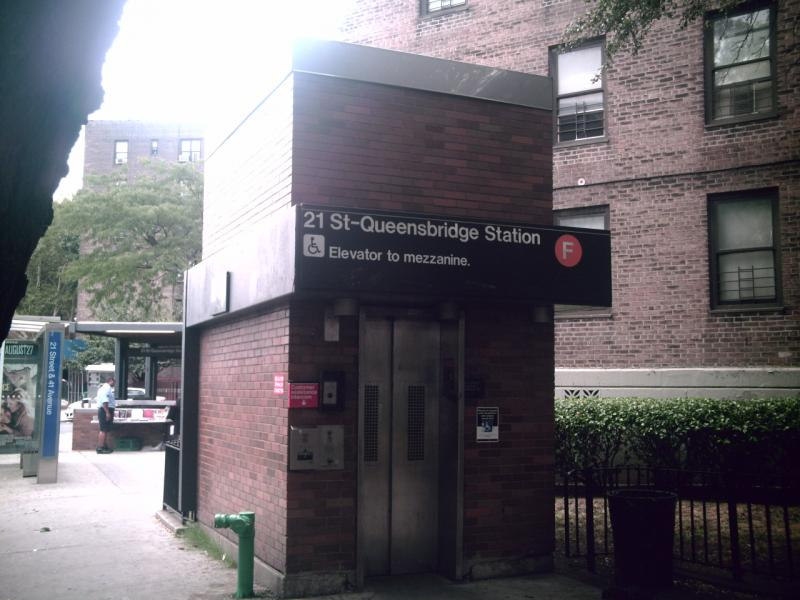
升降機入口

此地下車站唯一的夾層位於車站東端鄰近曼哈頓方向月台。兩個月台的連接途經樓梯、扶手電梯和升降機由月台到軌道上方的跨線橋。此處車站的天花板較高。兩個側式月台並無在月台邊緣放置黃色條紋，是翻新和符合無障礙法案的地鐵站特徵之一。除了接近夾層和跨線橋的地方，兩條軌道之間、月台上都沒有任何支柱。

### 出口
閘機以外，夾層通往兩條位於21街和41大道東北角的街梯。另外同一路口西北角則設有升降機和扶手電梯。

### 軌道配置
直至皇后林蔭路線的連接線通車為止，此站與一個兩個側式月台的總站如IRT諾斯特蘭大道線的夫拉特布殊大道-布魯克林學院車站的設計類似。這是一個比較低效率的設計，要求乘客在進入月台前得知下班列車會在哪一條軌道開出。1989年至2001年間，車站末端軌道延續至29街，在止衝擋結束。

#### 車站以東的儲車軌
車站以東連接至IND皇后林蔭路線以前，軌道偏左，但隧道卻繼續直行，並在北方林蔭路附近結束。這個鐘口型設計是1968年計劃的IND皇后林蔭路線超特快繞道的一部分。該線沿長島鐵路主線介乎皇后林蔭路與森林小丘-71大道行走。一個計劃中的車站位於北方林蔭路，29街末端軌道亦將興建，並設立前往皇后廣場車站的轉乘大堂，容許在普通、快速和繞道列車之間轉乘。
現時的鐘口與皇后林蔭路連接線一同興建，深兩層，另有兩條額外的儲車軌T1A和T2A。它可能成為將來興建的繞道或北方林蔭路轉乘站。原初的鐘口在29街結束。下層鐘口在2003年開挖以便長島鐵路東城連接線工程進行，同時也將地鐵儲車軌東延至陽邊車廠。29街通風口連接處上方興建了連接器，位於一個停車場舊址。車站以西設有第二個通風口，位於介乎維農林蔭路和東河之間的皇后橋公園。

## 乘客量
2016年，此站有3,009,540人次上車，成為紐約地鐵第173繁忙的車站，每工作日平均有9,779人次。

## 外部連結
- Google地圖街景21街入口（页面存档备份，存于）
- Google地圖街景月台 （页面存档备份，存于）
- 車站結構圖（页面存档备份，存于）